# モーツァルトのための劇場
モーツァルトのための劇場（モーツァルトのためのげきじょう、ドイツ語: Haus für Mozart）、旧ザルツブルク祝祭小劇場（Das Kleine Festspielhaus）はオーストリアのザルツブルクにある劇場。2006年モーツァルト生誕250年を記念して「モーツァルトのための劇場」と改称された。なお日本では モーツァルトの家 とも呼ばれる。1960年に完成した隣接する祝祭大劇場とともに、ザルツブルク音楽祭の主会場である。

## 歴史

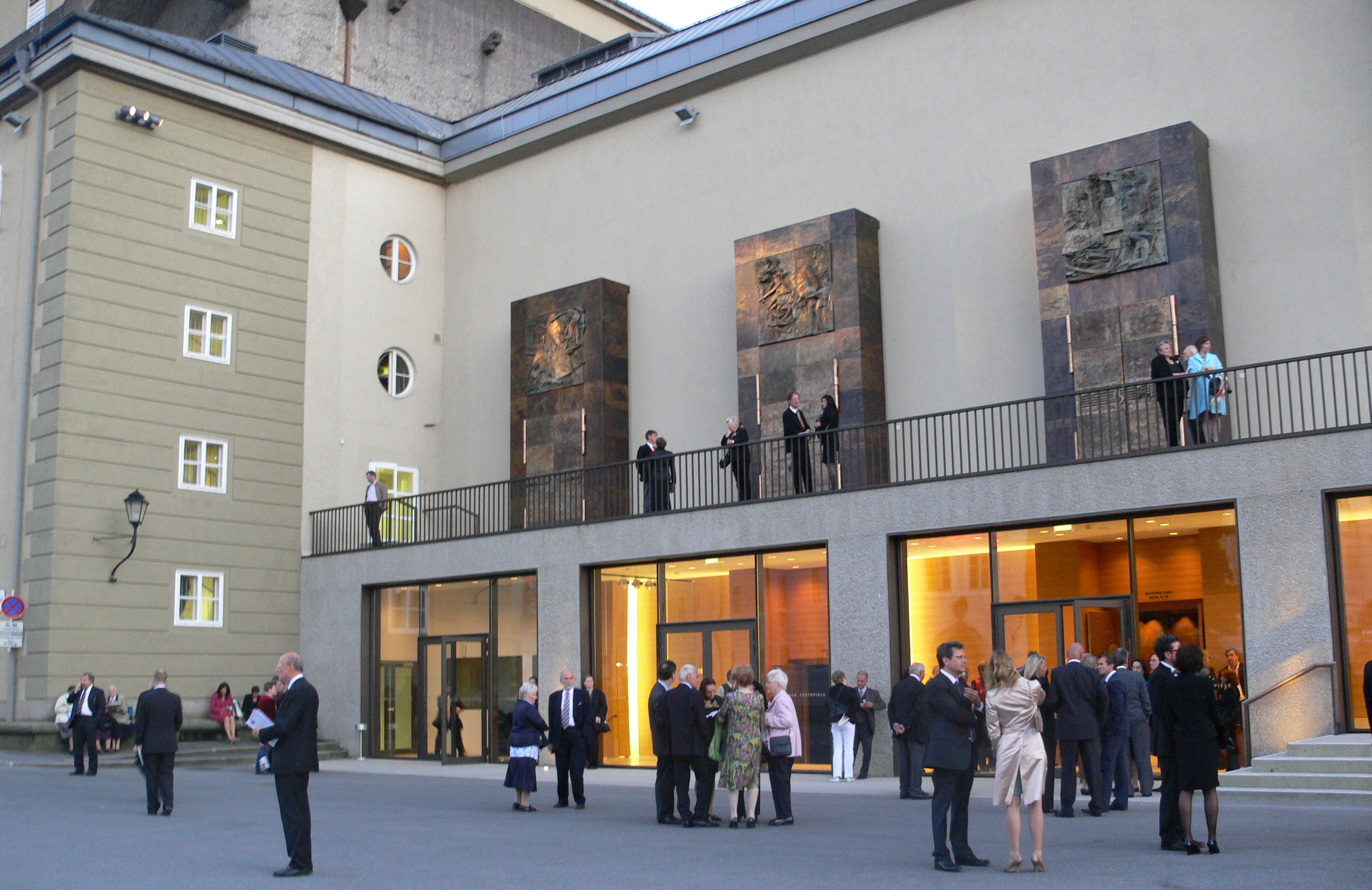
モーツァルトのための劇場

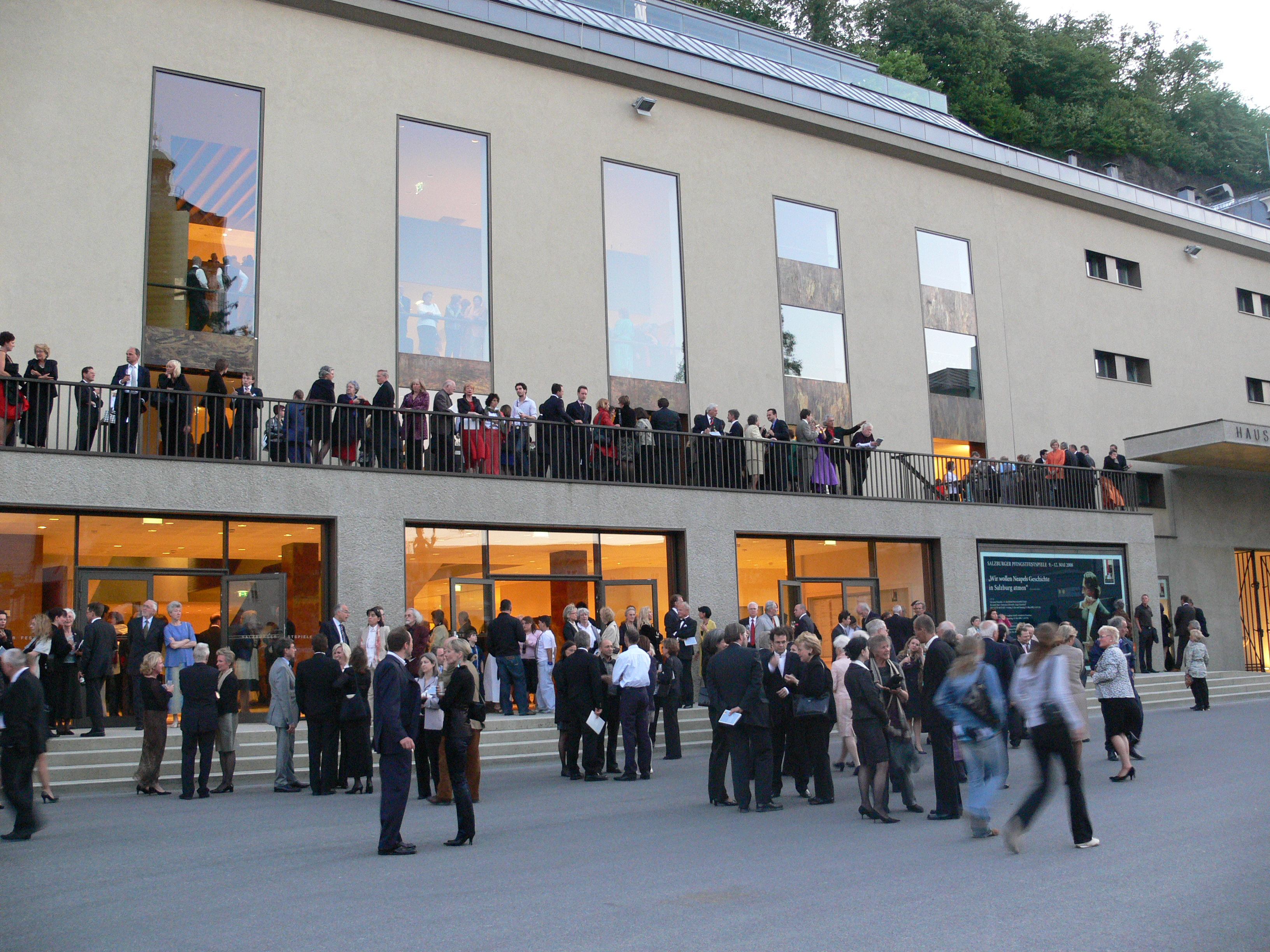
モーツァルトのための劇場

1924年ザルツブルクの建築家エドワルト・ヒュッター（Eduard Hütter）により、ザルツブルク宮廷の旧厩舎が改築され、最初の 祝祭劇場を使用したフーゴ・フォン・ホーフマンスタールの神秘劇が、マックス・ラインハルトの演出で開催された。翌1925年には、すでにクレメンス・ホルツマイスター（en:Clemens Holzmeister）による改修が行われ、現在まで続く祝祭劇場の重要な利用目的、つまりドーム広場で開催される『イェーダーマン』(de:Jedermann)が雨天の場合の上演場所が確保された。同年、祝祭劇場でブルーノ・ワルター、カール・ムック（de:Karl Muck）、フランツ・シャルクの指揮による3回のウィーン・フィルハーモニー管弦楽団の公演が行われた。祝祭劇場でのはじめてのオペラ公演は、1927年ベートーヴェンの没後100周年にちなみ、フランツ・シャルク指揮、ウィーン国立歌劇場の出演で『フィデリオ』が上演された。1936年の改修記念として、再び『フィデリオ』がトスカニーニの指揮で上演された。ちなみに両方の公演ともロッテ・レーマン（en:Lotte Lehmann）がタイトル・ロール（レオノーレ）を歌った。1939年の改修記念として、カール・ベームの指揮によるリヒャルト・シュトラウスの『ばらの騎士』が上演された。
1960年祝祭大劇場の完成とともに、これまでの祝祭劇場は『祝祭小劇場』と改称され、モーツァルトの『コジ・ファン・トゥッテ』やリヒャルト・シュトラウスの『ナクソス島のアリアドネ』などの比較的小規模のオペラの舞台となった。1963年の改修記念として、ロリン・マゼールの指揮によるモーツァルトの『フィガロの結婚』が上演された。この時点でのホールの規模は1,324の座席と60の立ち見席である。
2006年ルクセンブルクの建築家フランソワ・ヴァレンティニ（François Valentiny）により最も新しい改修が行われ、これまで長年の課題であった、フェルゼンライトシューレと祝祭小劇場の同時使用が可能になった。（従来までは同じロビーを利用していた。）改修記念公演としてニコラウス・アーノンクールの指揮による『フィガロの結婚』が上演された。またモーツァルト生誕250年を記念して、『祝祭小劇場』は『モーツァルトのための劇場』（Haus für Mozart、ハウス・フュア・モーツァルト）と改称された。客席は拡張され、現在の座席数は1,495席、立ち見席85である。
なお日本では"Haus"を直訳して『モーツァルトの家』とも呼称されるが、『モーツァルトの生家』あるいは『モーツァルトの住居』と紛らわしいため、より的確な名称が望まれる。NHKでは『モーツァルト劇場』と呼んでいる。

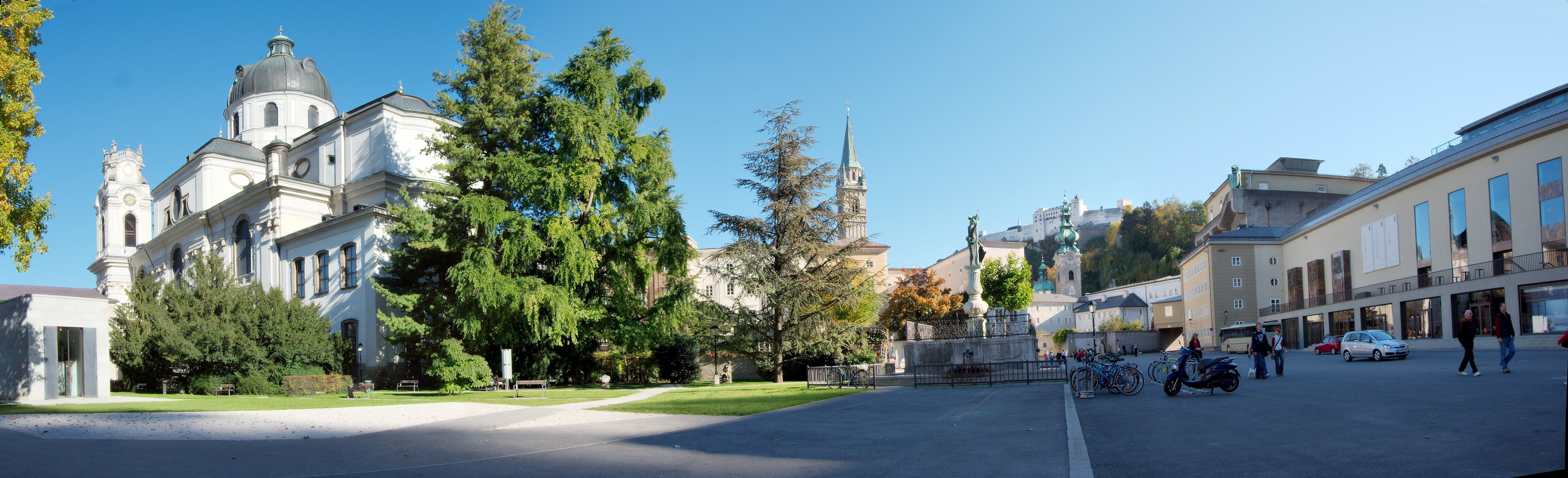
左から大学教会（コレーゲンキルヒェ）、中央：フランツィスカーナー教会、ザンクト・ペーター教会、中央上：ホーエンザルツブルク城、右：新装なった『モーツァルトのための劇場』、その左にフェルゼンライトシューレの入口がある。